# Llista dels mangues més venuts
El manga (漫画, manga) és el còmic d'origen japonès. Aquesta és una llista dels mangues més venuts fins a l'actualitat. Inclou només els títols japonesos, i no els de manhwa, manhua o amerimanga. Les sèries es llisten segons les estimacions de vendes més elevades dels seus volums tankōbon.
Les sèries actives actualment es marquen en verd, i quan les fonts ofereixen la quantitat de còpies d'una sèrie que hi ha en circulació en lloc de les xifres reals de vendes, se senyala amb el signe "†".

## Més de 100 milions de còpies
|  | Sèries en publicació |

| Sèrie de manga           | Autor                                        | Editorial    | Gènere        | Núm. de volums publicats | Publicació           | Vendes aproximades |
| ------------------------ | -------------------------------------------- | ------------ | ------------- | ------------------------ | -------------------- | ------------------ |
| One Piece                | Eiichiro Oda                                 | Shueisha     | Shōnen        | 104                      | 1997–present         | 516,6 milions†     |
| Bola de Drac             | Akira Toriyama                               | Shueisha     | Shōnen        | 42                       | 1984–1995            | 250 – 300 milions+ |
| Golgo 13                 | Takao Saito                                  | Shogakukan   | Seinen        | 196                      | 1968–present         | 280 milions†       |
| Detectiu Conan           | Gosho Aoyama                                 | Shogakukan   | Shōnen        | 97                       | 1994–present         | 250 milions†       |
| Doraemon                 | Fujiko Fujio                                 | Shogakukan   | Kodomo        | 45                       | 1969–1996            | 250 milions†       |
| Naruto                   | Masashi Kishimoto                            | Shueisha     | Shōnen        | 72                       | 1999–2014            | 250 milions†       |
| Black Jack               | Osamu Tezuka                                 | Akita Shoten | Shōnen        | 25                       | 1973–1983            | 176 milions        |
| Slam Dunk                | Takehiko Inoue                               | Shueisha     | Shōnen        | 31                       | 1990–1996            | 170 milions†       |
| KochiKame                | Osamu Akimoto                                | Shueisha     | Shōnen        | 200                      | 1976–2016            | 157 milions        |
| Guardians de la nit      | Koyoharu Gotōge                              | Shueisha     | Shōnen        | 23                       | 2016–2020            | 150 milions†       |
| Shin-chan                | Yoshito Usui, UY Team                        | Futabasha    | Seinen        | 61                       | 1990–present         | 148 milions†       |
| Oishinbo                 | Tetsu Kariya, Akira Hanasaki                 | Shogakukan   | Seinen        | 111                      | 1983–2014 (en pausa) | 130 milions        |
| Bleach                   | Tite Kubo                                    | Shueisha     | Shōnen        | 74                       | 2001–2016            | 130 milions†       |
| JoJo's Bizarre Adventure | Hirohiko Araki                               | Shueisha     | Shōnen/Seinen | 125                      | 1987–present         | 120 milions†       |
| Attack on Titan          | Hajime Isayama                               | Kodansha     | Shōnen        | 34                       | 2009–2021            | 11 milions†        |
| Astroboy                 | Osamu Tezuka                                 | Kobunsha     | Shōnen        | 23                       | 1952–1968            | 100 milions        |
| The Kindaichi Case Files | Yōzaburō Kanari, Seimaru Amagi i Fumiya Satō | Kodansha     | Shōnen        | 87                       | 1992–present         | 100 milions        |
| Hajime no Ippo           | George Morikawa                              | Kodansha     | Shōnen        | 134                      | 1989–present         | 100 milions†       |
| Hokuto no Ken            | Buronson, Tetsuo Hara                        | Shueisha     | Shōnen        | 27                       | 1983–1988            | 100 milions        |
| Shingeki no Kyojin       | Hajime Isayama                               | Kodansha     | Shōnen        | 31                       | 2009–present         | 100 milions†       |
| Touch                    | Mitsuru Adachi                               | Shogakukan   | Shōnen        | 26                       | 1981–1986            | 100 milions        |

## Entre 50 milions i 100 milions de còpies
| Sèrie de manga                | Autor                   | Editorial                                | Gènere        | Núm. de volums publicats | Publicació           | Vendes aproximades |
| ----------------------------- | ----------------------- | ---------------------------------------- | ------------- | ------------------------ | -------------------- | ------------------ |
| Hajime no Ippo                | George Morikawa         | Kodansha                                 | Shōnen        | 127                      | 1989–present         | 96 milions         |
| Sazae-san                     | Machiko Hasegawa        | Kodansha                                 | Shōnen        | 45                       | 1946–1974            | 86 milions         |
| Captain Tsubasa               | Yōichi Takahashi        | Shueisha                                 | Shōnen/Seinen | 92                       | 1981–present         | 82 milions†        |
| Vagabond                      | Takehiko Inoue          | Kodansha                                 | Seinen        | 37                       | 1998–2015 (en pausa) | 82 milions         |
| Hunter × Hunter               | Yoshihiro Togashi       | Shueisha                                 | Shōnen        | 36                       | 1998–present         | 78 milions         |
| Grappler Baki                 | Keisuke Itagaki         | Akita Shoten                             | Shōnen        | 132                      | 1991–present         | 75 milions†        |
| Kinnikuman                    | Yudetamago              | Shueisha                                 | Shōnen/Seinen | 65                       | 1979–present         | 75 milions†        |
| Fairy Tail                    | Hiro Mashima            | Kodansha                                 | Shōnen        | 63                       | 2006–2017            | 72 milions†        |
| Rurouni Kenshin               | Nobuhiro Watsuki        | Shueisha                                 | Shōnen        | 28                       | 1994–1999            | 72 milions†        |
| Fullmetal Alchemist           | Hiromu Arakawa          | Enix (2001–2003) Square Enix (2003–2010) | Shōnen        | 27                       | 2001–2010            | 70,3 milions       |
| Sangokushi                    | Mitsuteru Yokoyama      | Ushio Shuppansha                         | Shōnen        | 60                       | 1971–1986            | 70 milions         |
| Kingdom                       | Yasuhisa Hara           | Shueisha                                 | Seinen        | 57                       | 2006–present         | 64 milions†        |
| Boys Over Flowers             | Yoko Kamio              | Shueisha                                 | Shōjo         | 37                       | 1992–2003            | 61 milions†        |
| Rokudenashi Blues             | Masanori Morita         | Shueisha                                 | Shōnen        | 42                       | 1988–1997            | 60 milions         |
| Shoot!                        | Tsukasa Ooshima         | Kodansha                                 | Shōnen        | 33                       | 1990–2003            | 60 milions         |
| The Prince of Tennis          | Takeshi Konomi          | Shueisha                                 | Shōnen        | 42                       | 1999–2008            | 60 milions         |
| Bad Boys                      | Hiroshi Tanaka          | Shōnen Gahōsha                           | Shōnen        | 22                       | 1988–1996            | 55 milions†        |
| Gin Tama                      | Hideaki Sorachi         | Shueisha                                 | Shōnen        | 76                       | 2003–present         | 55 milions†        |
| H2                            | Mitsuru Adachi          | Shogakukan                               | Shōnen        | 34                       | 1992–1999            | 55 milions         |
| Major                         | Takuya Mitsuda          | Shogakukan                               | Shōnen        | 78                       | 1994–2010            | 53 milions†        |
| Minami no Teiō                | Dai Tennōji i Rikiya Gō | Nihon Bungeisha                          | Shōnen        | 150                      | 1992–present         | 53 milions         |
| Ranma ½                       | Rumiko Takahashi        | Shogakukan                               | Shōnen        | 38                       | 1987–1996            | 53 milions†        |
| City Hunter                   | Tsukasa Hojo            | Shueisha                                 | Shōnen        | 35                       | 1985–1991            | 50 milions†        |
| Cobra                         | Buichi Terasawa         | Shueisha                                 | Shōnen        | 18                       | 1978–1984            | 50 milions         |
| Devilman                      | Go Nagai                | Kodansha                                 | Shōnen        | 5                        | 1972–1973            | 50 milions         |
| Dragon Quest: Dai no Daibōken | Riku Sanjo i Koji Inada | Shueisha                                 | Shōnen        | 37                       | 1989–1996            | 50 milions         |
| Glass Mask                    | Suzue Miuchi            | Hakusensha                               | Shōjo         | 49                       | 1976–present         | 50 milions         |
| Great Teacher Onizuka         | Tooru Fujisawa          | Kodansha                                 | Shōnen        | 25                       | 1997–2002            | 50 milions         |
| YuYu Hakusho                  | Yoshihiro Togashi       | Shueisha                                 | Shōnen        | 19                       | 1990–1994            | 50 milions         |

## Entre 30 milions i 50 milions de còpies
| Sèrie de manga                      | Autor                       | Editorial             | Gènere | Núm. de volums publicats | Publicació           | Vendes aproximades |
| ----------------------------------- | --------------------------- | --------------------- | ------ | ------------------------ | -------------------- | ------------------ |
| Dokaben                             | Shinji Mizushima            | Akita Shoten          | Shōnen | 48                       | 1972–1981            | 48 milions†        |
| Initial D                           | Shuichi Shigeno             | Kodansha              | Seinen | 48                       | 1995–2013            | 48 milions         |
| Crows                               | Hiroshi Takahashi           | Akita Shoten          | Shōnen | 26                       | 1990–1998            | 46 milions         |
| Inuyasha                            | Rumiko Takahashi            | Shogakukan            | Shōnen | 56                       | 1998–2008            | 45 milions         |
| Shizukanaru Don – Yakuza Side Story | Tatsuo Nitta                | Jitsugyo no Nihon Sha | Seinen | 108                      | 1988–2013            | 45 milions         |
| Tokyo Ghoul                         | Sui Ishida                  | Shueisha              | Seinen | 30                       | 2011–2018            | 44 milions         |
| Nana                                | Ai Yazawa                   | Shueisha              | Shōjo  | 21                       | 2000–2009 (en pausa) | 43 milions         |
| Demon Slayer: Kimetsu no Yaiba      | Koyoharu Gotōge             | Shueisha              | Shōnen | 19                       | 2016–present         | 40,3 milions       |
| Be-Bop High School                  | Kazuhiro Kiuchi             | Kodansha              | Seinen | 48                       | 1983–2003            | 40 milions         |
| Berserk                             | Kentaro Miura               | Hakusensha            | Seinen | 40                       | 1989–present         | 40 milions†        |
| Kachō Kōsaku Shima                  | Kenshi Hirokane             | Kodansha              | Seinen | 83                       | 1983–present         | 40 milions         |
| Kyō Kara Ore Wa!!                   | Hiroyuki Nishimori          | Shogakukan            | Shōnen | 38                       | 1988–1997            | 40 milions         |
| Tsurikichi Sanpei                   | Takao Yaguchi               | Kodansha              | Shōnen | 65                       | 1973–1983            | 40 milions         |
| Yu-Gi-Oh!                           | Kazuki Takahashi            | Shueisha              | Shōnen | 38                       | 1996–2004            | 40 milions†        |
| Haikyū!!                            | Haruichi Furudate           | Shueisha              | Shōnen | 42                       | 2012–present         | 37 milions         |
| Nodame Cantabile                    | Tomoko Ninomiya             | Kodansha              | Josei  | 23                       | 2001–2009            | 37 milions†        |
| Nanatsu no Taizai                   | Nakaba Suzuki               | Kodansha              | Shōnen | 41                       | 2012–present         | 37 milions†        |
| 20th Century Boys                   | Naoki Urasawa               | Shogakukan            | Seinen | 22                       | 1999–2006            | 36 milions†        |
| Ace of Diamond                      | Yuji Terajima               | Kodansha              | Shōnen | 67                       | 2006–present         | 36 milions†        |
| Cooking Papa                        | Tochi Ueyama                | Kodansha              | Seinen | 148                      | 1985–present         | 36 milions         |
| Crest of the Royal Family           | Chieko Hosokawa             | Akita Shoten          | Shōjo  | 64                       | 1976–present         | 36 milions         |
| Dr. Slump                           | Akira Toriyama              | Shueisha              | Shōnen | 18                       | 1980–1984            | 35 milions†        |
| Worst                               | Hiroshi Takahashi           | Akita Shoten          | Shōnen | 33                       | 2002–2013            | 35 milions         |
| Sailor Moon                         | Naoko Takeuchi              | Kodansha              | Shōjo  | 18                       | 1991–1997            | 35 milions         |
| Saint Seiya                         | Masami Kurumada             | Shueisha              | Shōnen | 28                       | 1986–1990            | 35 milions         |
| 3×3 Ulls                            | Yuzo Takada                 | Kodansha              | Seinen | 40                       | 1987–2002            | 33 milions†        |
| Kimi ni Todoke                      | Karuho Shiina               | Shueisha              | Shōjo  | 30                       | 2005–2017            | 33 milions†        |
| Chibi Maruko-chan                   | Momoko Sakura               | Shueisha              | Shōjo  | 16                       | 1986–2009            | 32 milions†        |
| Kuroko's Basketball                 | Tadatoshi Fujimaki          | Shueisha              | Shōnen | 30                       | 2008–2014            | 31 milions†        |
| Bastard‼                            | Kazushi Hagiwara            | Shueisha              | Seinen | 27                       | 1988–present         | 30 milions†        |
| Chameleon                           | Atsushi Kase                | Kodansha              | Shōnen | 47                       | 1990–1999            | 30 milions         |
| Death Note                          | Tsugumi Ohba, Takeshi Obata | Shueisha              | Shōnen | 12                       | 2003–2006            | 30 milions†        |
| Fruits Basket                       | Natsuki Takaya              | Hakusensha            | Shōjo  | 23                       | 1998-2006            | 30 milions†        |
| Gaki Deka                           | Tatsuhiko Yamagami          | Akita Shoten          | Shōnen | 26                       | 1974–1980            | 30 milions         |
| Jarinko Chie                        | Etsumi Haruki               | Futabasha             | Seinen | 67                       | 1978–1997            | 30 milions†        |
| Reborn!                             | Akira Amano                 | Shueisha              | Shōnen | 42                       | 2004–2012            | 30 milions         |
| Salaryman Kintarō                   | Hiroshi Motomiya            | Shueisha              | Seinen | 30                       | 1994–2002            | 30 milions         |
| Shura no Mon                        | Masatoshi Kawahara          | Kodansha              | Shōnen | 31                       | 1987–1996            | 30 milions†        |
| Urusei Yatsura                      | Rumiko Takahashi            | Shogakukan            | Shōnen | 34                       | 1978–1987            | 30 milions†        |
| Ushio and Tora                      | Kazuhiro Fujita             | Shogakukan            | Shōnen | 33                       | 1990–1996            | 30 milions†        |

## Entre 20 milions i 30 milions de còpies
| Sèrie de manga                        | Autor                                           | Editorial                                               | Gènere | Núm. de volums publicats | Publicació   | Vendes aproximades |
| ------------------------------------- | ----------------------------------------------- | ------------------------------------------------------- | ------ | ------------------------ | ------------ | ------------------ |
| Futari Ecchi                          | Katsu Aki                                       | Hakusensha                                              | Seinen | 77                       | 1997–present | 29.5 milions†      |
| Hayate Densetsu Tokkō no Taku         | Hiroto Saki, Jūzō Tokoro                        | Kodansha                                                | Shōnen | 27                       | 1991–1997    | 29 milions†        |
| Black Butler                          | Yana Toboso                                     | Square Enix                                             | Shōnen | 29                       | 2006–present | 28 milions         |
| Tokimeki Tonight                      | Koi Ikeno                                       | Shueisha                                                | Shōjo  | 30                       | 1982–1994    | 28 milions†        |
| Itazura na Kiss                       | Kaoru Tada                                      | Shueisha                                                | Shōjo  | 23                       | 1990–1999    | 27 milions†        |
| Yūkan Club                            | Yukari Ichijo                                   | Shueisha                                                | Shōjo  | 19                       | 1982–2002    | 27 milions         |
| Asari-chan                            | Mayumi Muroyama                                 | Shogakukan                                              | Shōjo  | 100                      | 1978–2014    | 26.5 milions†      |
| Baribari Legend                       | Shuichi Shigeno                                 | Kodansha                                                | Shōnen | 38                       | 1983–1991    | 26 milions†        |
| My Hero Academia                      | Kōhei Horikoshi                                 | Shueisha                                                | Shōnen | 26                       | 2014–present | 26 milions†        |
| Sakigake!! Otokojuku                  | Akira Miyashita                                 | Shueisha                                                | Shōnen | 34                       | 1985–1991    | 26 milions†        |
| Shaman King                           | Hiroyuki Takei                                  | Shueisha                                                | Shōnen | 32                       | 1998–2004    | 26 milions         |
| Angel Heart                           | Tsukasa Hojo                                    | Shinchosha (primera sèrie) Tokuma Shoten (segona sèrie) | Seinen | 54                       | 2001–2017    | 25 milions†        |
| Assassination Classroom               | Yūsei Matsui                                    | Shueisha                                                | Shōnen | 21                       | 2012–2016    | 25 milions†        |
| Boys Be...                            | Masahiro Itabashi, Hiroyuki Tamakoshi           | Kodansha                                                | Shōnen | 32                       | 1991–1997    | 25 milions†        |
| Flame of Recca                        | Nobuyuki Anzai                                  | Shogakukan                                              | Shōnen | 33                       | 1995–2002    | 25 milions         |
| Hikaru no Go                          | Yumi Hotta, Takeshi Obata                       | Shueisha                                                | Shōnen | 23                       | 1998–2003    | 25 milions         |
| Maison Ikkoku                         | Rumiko Takahashi                                | Shogakukan                                              | Seinen | 15                       | 1980–1987    | 25 milions         |
| Miyuki                                | Mitsuru Adachi                                  | Shogakukan                                              | Shōnen | 12                       | 1980–1984    | 25 milions         |
| Neon Genesis Evangelion               | Yoshiyuki Sadamoto                              | Kadokawa Shoten                                         | Shōnen | 14                       | 1994–2013    | 25 milions         |
| Seito Shokun!                         | Yoko Shoji                                      | Kodansha                                                | Shōjo  | 78                       | 1977–present | 25 milions         |
| Tsuribaka Nisshi                      | Jūzō Yamasaki, Kenichi Kitami                   | Shogakukan                                              | Seinen | 100                      | 1979–present | 25 milions         |
| Yowamushi Pedal                       | Wataru Watanabe                                 | Akita Shoten                                            | Shōnen | 67                       | 2008–present | 25 milions†        |
| Ahiru no Sora                         | Hinata Takeshi                                  | Kodansha                                                | Shōnen | 50                       | 2004–present | 24 milions†        |
| Chihayafuru                           | Yuki Suetsugu                                   | Kodansha                                                | Josei  | 43                       | 2007–present | 24 milions†        |
| D.Gray-man                            | Katsura Hoshino                                 | Shueisha                                                | Shōnen | 26                       | 2004–present | 24 milions†        |
| Rave Master                           | Hiro Mashima                                    | Kodansha                                                | Shōnen | 35                       | 1999–2005    | 23,5 milions†      |
| Gantz                                 | Hiroya Oku                                      | Shueisha                                                | Seinen | 37                       | 2000–2013    | 20 milions         |
| Himitsu Series                        | Various Authors                                 | Gakken                                                  | Kodomo | 116                      | 1972–2014    | 23 milions         |
| Magi: The Labyrinth of Magic          | Shinobu Ohtaka                                  | Shogakukan                                              | Shōnen | 37                       | 2009–2017    | 23 milions         |
| Abu-san                               | Shinji Mizushima                                | Shogakukan                                              | Seinen | 107                      | 1973–2014    | 22 milions         |
| Patalliro!                            | Mineo Maya                                      | Hakusensha                                              | Shōjo  | 100                      | 1979–present | 22 milions†        |
| Zatch Bell!                           | Makoto Raiku                                    | Shogakukan                                              | Shōnen | 33                       | 2001–2007    | 22 milions         |
| Dōbutsu no Oisha-san                  | Noriko Sasaki                                   | Hakusensha                                              | Shōjo  | 12                       | 1987–1993    | 21.6 milions†      |
| Terra Formars                         | Yū Sasuga, Kenichi Tachibana                    | Shueisha                                                | Seinen | 40                       | 2011-present | 21 milions†        |
| Dragon Quest Retsuden: Roto no Monshō | Chiaki Kawamata, Junji Koyanagi, Kamui Fujiwara | Enix                                                    | Shōnen | 21                       | 1991–1997    | 20.9 milions       |
| Ashita no Joe                         | Ikki Kajiwara, Tetsuya Chiba                    | Kodansha                                                | Shōnen | 20                       | 1968–1973    | 20 milions         |
| Eyeshield 21                          | Riichiro Inagaki, Yusuke Murata                 | Shueisha                                                | Shōnen | 37                       | 2002–2009    | 20 milions         |
| Ginga Legend Weed                     | Yoshihiro Takahashi                             | Nihon Bungeisha                                         | Seinen | 110                      | 1999–2018    | 20 milions         |
| Hell Teacher Nūbē                     | Shō Makura, Takeshi Okano                       | Shueisha                                                | Shōnen | 31                       | 1993–1999    | 20 milions†        |
| Kaiji                                 | Nobuyuki Fukumoto                               | Kodansha                                                | Seinen | 63                       | 1996–present | 20 milions         |
| Kimagure Orange Road                  | Izumi Matsumoto                                 | Shueisha                                                | Shōnen | 18                       | 1984–1987    | 20 milions†        |
| Monster                               | Naoki Urasawa                                   | Shogakukan                                              | Seinen | 18                       | 1994–2001    | 20 milions         |
| Negima! Magister Negi Magi            | Ken Akamatsu                                    | Kodansha                                                | Shōnen | 38                       | 2003–2012    | 20 milions         |
| Oh My Goddess!                        | Kōsuke Fujishima                                | Kodansha                                                | Seinen | 48                       | 1988–2014    | 20 milions         |
| The Rose of Versailles                | Riyoko Ikeda                                    | Shueisha                                                | Shōjo  | 10                       | 1972–1973    | 20 milions         |
| Shōnen Ashibe                         | Hiromi Morishita                                | Shueisha                                                | Seinen | 8                        | 1988–1994    | 20 milions         |
| Shōnen Shōjo Nippon no Rekishi        | Kōta Kodama, Jun Aomura                         | Shogakukan                                              | Kodomo | 22                       | 1981–2018    | 20 milions         |
| Sukeban Deka                          | Shinji Wada                                     | Hakusensha                                              | Shōjo  | 22                       | 1976–1982    | 20 milions         |
| Tokyo Daigaku Monogatari              | Tatsuya Egawa                                   | Shogakukan                                              | Seinen | 34                       | 1992–2001    | 20 milions         |
| Toriko                                | Mitsutoshi Shimabukuro                          | Shueisha                                                | Shōnen | 43                       | 2008–2016    | 20 milions†        |
| Tsubasa: Reservoir Chronicle          | Clamp                                           | Kodansha                                                | Shōnen | 28                       | 2003–2009    | 20 milions         |
| Rookies                               | Masanori Morita                                 | Shueisha                                                | Shōnen | 24                       | 1998–2003    | 20 milions         |

## Revistes de manga
| Nom                    | Nom japonès      | Vendes aproximades | Gènere        | Fundació | Editor     |
| ---------------------- | ---------------- | ------------------ | ------------- | -------- | ---------- |
| Weekly Shōnen Jump     | 週刊少年ジャンプ | 7.500 milions      | Shōnen        | 1968     | Shueisha   |
| Weekly Shōnen Magazine | 週刊少年マガジン | 5.200 milions      | Shōnen        | 1959     | Kodansha   |
| Weekly Shōnen Sunday   | 週刊少年サンデー | 1.900 milions      | Shōnen        | 1959     | Shogakukan |
| Ribon                  | りぼん           | 590 milions        | Shōjo         | 1955     | Shueisha   |
| Nakayoshi              | なかよし         | 410 milions        | Shōjo         | 1955     | Kodansha   |
| CoroCoro Comic         | コロコロコミック | 400 milions        | Kodomo/Shōnen | 1977     | Shogakukan |
| V Jump                 | Vジャンプ        | 350 milions        | Shōnen        | 1993     | Shueisha   |